# Carta marina

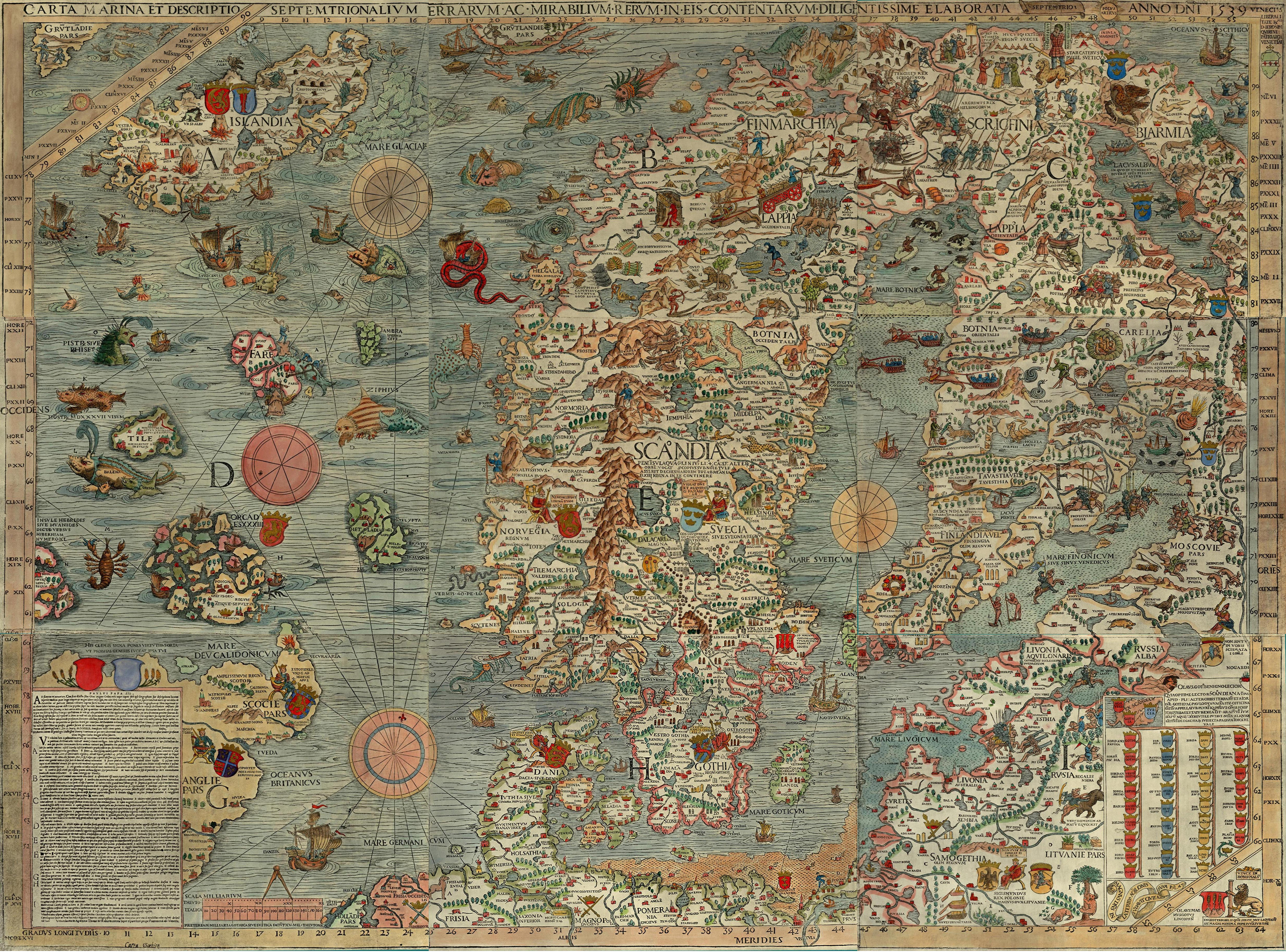
La Carta Marina

La Carta marina, nome completo Carta Marina et descriptio septemtrionalium terrarum ac mirabilium rerum in eis contentarum, diligentissime elaborata anno 1539 Veneciis liberalitate Reverendissimi Domini Ieronimi Quirini, è una mappa geografica marina creata nel XVI secolo dall'ecclesiastico svedese Olao Magno.
È la prima mappa geografica a noi nota che descrive i Paesi nordici, indicando dettagli e nomi dei luoghi. Prima di questa mappa la Scandinavia era nota solo attraverso le carte geografiche di Jacob Ziegler e Claudius Clavus.

## Storia
La mappa fu pubblicata a Venezia nel 1539 dall'ecclesiastico svedese Olao Magno, fratello dell'arcivescovo di Uppsala Giovanni Magno. Olao Magno era stato inviato a Roma dal re Gustavo I di Svezia per dirimere la questione sulla titolarità della nomina a arcivescovo di Uppsala, contesa tra la casa reale svedese e il papato.
La mappa è scritta in latino, con note tradotte in italiano e tedesco dallo stesso Olao Magno.
La seconda edizione apparve nel 1555 insieme alla Historia de gentibus septentrionalibus, la ponderosa opera su usi e costumi dei popoli scandinavi, sempre dello stesso autore.

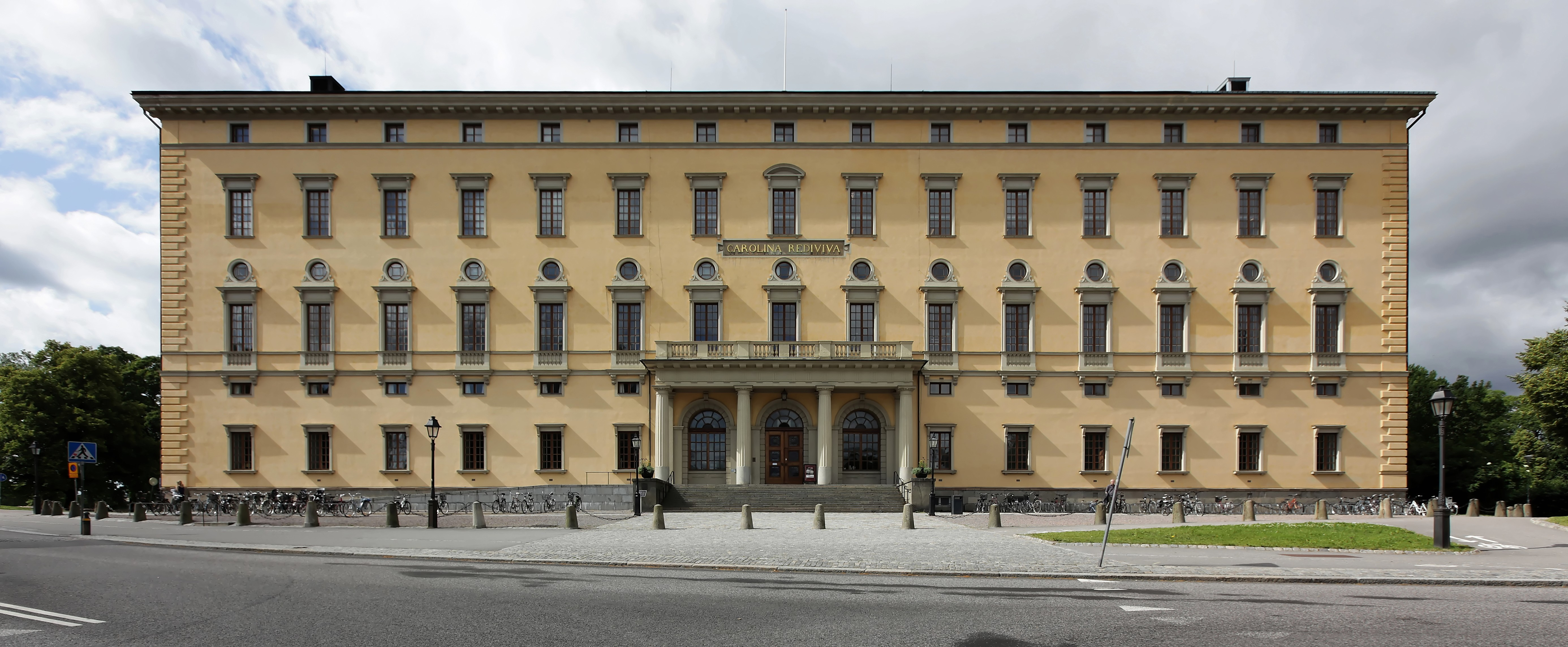
Carolina Rediviva, l'edificio principale della Biblioteca Universitaria di Uppsala

La mappa è formata dall'unione di nove xilografie in formato 55 x 40 cm in modo da dare luogo a un grande foglio di dimensioni 170 x 125 cm.
Fu stampata per circa 12 anni, e nel 1572 Antoine Lafréry ne pubblicò una versione fedele a Roma. Dopo il 1574 si persero le tracce delle poche copie di quest'opera, tanto che in seguito fu anche messa in dubbio la sua effettiva esistenza.
Nel 1886 Oscar Brennen ne trovò una copia originale presso la Hof- und Staatsbibliothek di Monaco di Baviera.
Nel 1961 una seconda copia fu trovata in Svizzera. L'anno seguente fu acquistata dalla biblioteca dell'Università di Uppsala e dal 2007 è conservata presso il Carolina Rediviva.
Queste sono le due uniche versioni originali attualmente esistenti.

### Copia digitale della copia custodita a Monaco
- Magnus, Olaus, Carta Marina Et Descriptio Septemtrionalium Terrarum Ac Mirabilium Rerum In Eis Contentarum Diligentissime Elaborata Anno Dni 1539, su Münchener Digitalsierungszentrum - Digitale Sammlungen, Bayerische Staatsbibliothek, 1539. URL consultato il 16 novembre 2017.

### Copia digitale della copia custodita a Uppsala
- Magnus, Olaus, Carta Marina et descriptio septemtrionalium terrarum : ac mirabilium rerum in eis contentarum diligentissime elaborata anno dni 1539, su Alvin-portal.org. Plattform för digitala samlingar och digitaliserat kulturarv, Alvin konsoritium (universitetsbiblioteken i Uppsala, Lund och Göteborg), 1539. URL consultato il 16 novembre 2017.
- "University of Minnesota Carta Marina" - Unknown colored reproduction of the Uppsala original, in jpeg images. The site contains more information on early printing process.

### Copie digitali dell'edizione romana di Antonio Lafreri
- Lafreri, Anton, Carta marina, adaptation from 1572, colored afterwards, su LIBRIS – nationella bibliotekssystem, Kungliga biblioteket, 1572. URL consultato il 16 novembre 2017.
- Carta Marina, Lafreris edition 1572 at the World Digital Library (Antoine Lafréry's (1512 - 1577) edition from 1572 digitized by the National Library of Sweden in Stockholm. Colored afterwards.